# Clistobothrium carcharodoni
A Clistobothrium carcharodoni a galandférgek (Cestoda) osztályának a Tetraphyllidea rendjébe, ezen belül a Phyllobothriidae családjába tartozó faj.
A Clistobothrium galandféregnem típusfaja.

## Tudnivalók
A Clistobothrium carcharodoni tengeri élőlény, amely a brakkvízben is megél. A fehér cápa (Carcharodon carcharias) egyik fő belső élősködője.